# Julian Heun
Julian Heun (* 1989 in West-Berlin) ist ein deutscher Autor, Poetry Slammer und Moderator aus Berlin.

## Leben
Nach seinem Abitur am Gabriele-von-Bülow-Gymnasium und einem Praktikum bei der Tageszeitung Bild studierte Heun Allgemeine und Vergleichende Literaturwissenschaft an der FU Berlin.
Im Alter von 18 Jahren gewann Heun 2007 die deutschsprachige Poetry-Slam-Meisterschaft im Admiralspalast Berlin in der U20-Kategorie. Im darauffolgenden Jahr gewann er die Vizemeisterschaft in der Erwachsenenkategorie in Zürich. Danach war er Gast des Goethe-Instituts bei Poesiefestivals in Europa, Afrika, Nord- und Südamerika. Ab 2018 tourte er mit seinem Soloprogramm "Authentisch ist das neue Scheiße" durch Deutschland.
Über 10 Jahre lang widmete sich Heun Spoken-Word-Teamperformances in den Konstellationen Allen Earnstyzz, die Fahrradgang, Bottermelk Fresch und zuletzt Heun & Söhne (seit 2018 mit David Friedrich). Mit Bottermelk Fresch und Heun & Söhne konnte er die deutschsprachige Poetry-Slam-Meisterschaft 2013 und 2019 gewinnen.
Heun schrieb als freier Journalist für Jetzt.de, Bildzeitung und Spiegel Online. Danach erschuf er für den Rundfunksender Fritz den Sicherheitsbeauftragten Herr Mangold und textete Gags für die Fernsehsendung Neo Magazin Royale und für eine Werbeagentur.
Im Jahr 2013 erschien sein erster Roman Strawberry Fields Berlin bei Rowohlt Berlin.
Gemeinsam mit Nils Straatmann moderiert Julian Heun die Radiosendung Poetry Blue Moon auf Radio Fritz (zuvor mit Till Reiners). Als Teil des Veranstalterkollektivs Edellauchs konzipiert und moderiert Heun Veranstaltungsreihen im Berliner Techno-Club Ritter Butzke, der Volksbühne, den Wühlmäusen und dem Strandbad Jungfernheide.
Im Jahr 2019 veranstalteten die Edellauchs die deutschsprachigen Meisterschaften im Poetry Slam in Berlin mit Finale im Tempodrom, das Heun gemeinsam mit Wolf Hogekamp moderierte. Er war mehrfach Projektleiter und Kurator beim Poesiefestival Berlin.
Neben seiner Tätigkeit als Autor bildet er zusammen mit dem DJ Ernesto Linares das DJ-Duo Bunga & Bunga.

## Auszeichnungen
- 2007 Deutschsprachiger Meister im Poetry Slam (U20)
- 2008 Gewinner Slam Tour mit Kuttner
- 2009 Berliner Meister im Poetry Slam[17]
- 2010 Goldener Stuttgarter Besen[18]
- 2010 Publikumspreis Stuttgarter Besen[18]
- 2011 Herborner Schlumpeweck[19]
- 2011 Berliner Meister im Poetry Slam[17]
- 2013 Deutschsprachiger Meister im Poetry Slam (Team)
- 2017 Deutschsprachiger Meister im Poetry Slam (Team)[20]
- 2019 Berliner Meister im Poetry Slam[17]
- 2022 Preisträger Arbeitsstipendium Literatur des Landes Berlin[21]

## Buchveröffentlichung
- Strawberry Fields Berlin. Roman. Rowohlt Berlin, Berlin 2013; als Taschenbuch: Rowohlt, Reinbek 2014, ISBN 978-3-499-25110-8.

## Programme
- Authentisch ist das neue Scheiße (2018)